# Saxparty 8
Saxparty 8 är ett studioalbum från 1981 utgivet av det svenska dansbandet Ingmar Nordströms på skivmärket Frituna. Albumet placerade sig som högst på femte plats på den svenska albumlistan.

## Låtlista
1. Hands Up
2. Stardust
3. Oj! Vilken morgon (Sará Perché ti Amo)
4. En kvinna, ett barn och en man
5. Vår sista sommardag
6. Blueberry Hill
7. Du hänger väl med opp (Making Your Mind Up)
8. I See the Moon
9. Munspelspojken
10. En sån underbar dag med Marie (A Wonderful Night with Marie)
11. Telstar
12. En sommardröm i vitt (Ganz in weiss)
13. U.S. of America
14. Hi-Lili, Hi-Lo

## Listplaceringar
| Lista (1981) | Topplacering |
| ------------ | ------------ |
| Sverige      | 5            |

### Fotnoter
1. ↑  Listplacering